# Jefferson Nascimento
Jefferson Nascimento, noto semplicemente come Jefferson (Campo Formoso, 5 luglio 1988), è un ex calciatore brasiliano, di ruolo difensore.

## Palmarès

### Club

#### Competizioni statali
- Campionato paulista: 1

Palmeiras: 2008

#### Competizioni nazionali
- Coppa di Portogallo: 2

Sporting Lisbona: 2014-2015, 2018-2019
- Supercoppa di Portogallo: 1

Sporting Lisbona: 2015
- Coppa di Lega portoghese: 1

Sporting Lisbona: 2018-2019